# 藤岡屋日記
『藤岡屋日記』（ふじおかやにっき）は、江戸時代末期の江戸を中心とした事件や噂などを須藤（藤岡屋）由蔵が、詳細に記録した編年体日記をまとめたもの。全152巻150冊。採録時期は文化元年（1804年）から明治元年（1868年）までの65年間に及ぶ。日記原本は、関東大震災で焼失した。
藤岡屋由蔵は上野国藤岡出身で江戸へ赴き人足となった後、神田の御成道（おなりみち、現在の秋葉原周辺）で路上に筵を敷き、露天で古書店（貸本屋とも）を始める一方、江戸市中の事件や噂・落書などの記録に精を出し、それらの情報を諸藩の記録方や留守居役に提供して、閲覧料で生計を立てる情報屋のはしりとなった。そのため「御記録本屋」の異名を取ったという。
『藤岡屋日記』は、大名旗本の屋敷替えや町触、幕政の記録、火災・飢饉などの被害状況（特に安政大地震は詳しい）、出開帳・芝居・見せ物などの評判、町民の噂、錦絵・瓦版などの出版物やその統制、殺人・強盗・喧嘩などの事件、さらには幕末期の軍事行動にいたるまで、江戸住民や出入りの武士などから集めた情報を詳細に記録しており、同時代を研究する上での貴重な史料となっている（ただ、桜田門外の変については一切記録がない。これは最初から記録されてなかったのか、現代に伝わるまでに散逸したのか定かでない）。藤岡屋由蔵はこれらの情報を各藩の江戸詰の武士などに有料で売買しており、情報屋の元祖とも言われる。
現行版は、三一書房（全15巻）が刊行。解説に鈴木棠三『江戸巷談藤岡屋ばなし』（正・続、新版：ちくま学芸文庫）がある。